# Coccothrinax rigida
Coccothrinax rigida là loài thực vật có hoa thuộc họ Arecaceae. Loài này được (Griseb. & H.Wendl.) Becc. mô tả khoa học đầu tiên năm 1908.